# Згатар
Згатар (алб. Zgatar) је насељено место у општини Призрен, на Косову и Метохији. Према попису становништва из 2011. у насељу је живело 885 становника.

## Становништво
Према попису из 2011. године, Згатар има следећи етнички састав становништва:
| Националност | 2011.        |
| Албанци      | 885 (100,0%) |
| Укупно       | 885          |

| Демографија | Демографија | Демографија |
| Година      | Становника  | Становника  |
| ----------- | ----------- | ----------- |
| 1948.       | 435         |             |
| 1953.       | 401         |             |
| 1961.       | 415         |             |
| 1971.       | 640         |             |
| 1981.       | 818         |             |
| 1991.       | 985         |             |
| 2011.       | 885         |             |